# Sei Segajah Makmur
Sei Segajah Makmur is een bestuurslaag in het regentschap Rokan Hilir van de provincie Riau, Indonesië. Sei Segajah Makmur telt 2186 inwoners (volkstelling 2010).